# 德格多蓬乃
德格多蓬乃（缅甸语：တက္ကသိုလ် ဘုန်းနိုင်），缅甸作家。原名钦貌丁（ခင်မောင်တင့်），沙廉人。1948年入仰光大学，毕业后留学美国哥伦比亚大学。回国后任仰光大学心理学讲师。早期模仿缅甸著名作家八莫丁昂前期写作风格，擅长情景描写，用词典雅、绮艳。后来则侧重对心理和精神方面的刻画，采用推理小说的手法。